# Eucalyptus pterocarpa
Eucalyptus pterocarpa là một loài thực vật có hoa trong Họ Đào kim nương. Loài này được C.A.Gardner ex P.J.Lang mô tả khoa học đầu tiên năm 1988.